# Elaine Fine
Pour les articles homonymes, voir Fine.
Elaine Fine, née le 30 avril 1959 à Cleveland, est une compositrice américaine.

## Jeunesse et formation
Les parents de Elaine Fine étaient tous deux musiciens : sa mère est flûtiste et son père était altiste avec l'Orchestre symphonique de Boston. Elle a commencé à prendre des cours de violon à l'âge de 7 ans et s'est mise à la flûte à 14 ans. Après avoir obtenu son diplôme d'études secondaires, elle déménage de sa ville natale de Boston à New York pour étudier à la Juilliard School.

## Carrière
Elaine Fine a obtenu un bachelor en musique en 1980 et a déménagé à Graz pour jouer avec un orchestre. Pendant un temps, elle a donné des cours de musique dans la petite ville de Schladming, mais elle quitte la ville lorsqu'on lui a demandé de jouer pour les funérailles des vétérans de guerre nazis, ce qu'elle ne pouvait pas concilier avec son héritage juif. Elle a fini par se retrouver à Vienne, jouant de la musique dans la rue pour gagner de l'argent. En 1981, un ami l'invite à auditionner pour un orchestre à Hong Kong, mais elle échoue à son audition. Elle trouve un emploi de professeur de musique remplaçant dans une école.
De retour à Boston, elle rencontre Michael Leddy qu'elle épouse en 1984. Un an plus tard, ils déménagent à Charleston, dans l'Illinois, où Michael Leddy a été embauché comme professeur d'anglais à l'Université Eastern Illinois. Elle découvre qu’il y a une communauté artistique dynamique dans la petite ville universitaire. Elle travaille à la station de radio de l'université, WEIU, de 1987 à 2000 en tant que directrice de la musique classique. Elle joue de la musique pendant le quart de fin de matinée et participe également à des collectes de fonds et forme des étudiants opérateurs.
Elle fait carrière dans la performance et l'enseignement de la musique et s'est porté volontaire pour des concerts caritatifs et des concerts publics gratuits afin de garantir que la musique soit accessible à la communauté. Pendant deux ans, elle a été présidente du Coles County Arts Council, qu'elle a aidé à obtenir le statut d'organisme à but non lucratif, et en 2004, elle a fondé le programme Summer Strings qui crée des opportunités pour les musiciens non affiliés de jouer ensemble dans un cadre orchestral.
Constatant qu'il y a plus d'opportunités pour les instruments à cordes dans les orchestres, Fine est passé à l'alto et au violon et a joué avec le Quatuor LeVeck de 1994 à 2005. Après que Thomas LeVeck a quitté le groupe en 2005, elle est restée avec les membres restants, se produisant sous le nom de Downstate Strings. Durant cette période, Fine a commencé à composer de la musique, en utilisant son expérience avec les instruments à cordes et à vent.

## Musique et publications
Fine a écrit plus de 200 pièces de musique de chambre, 3 opéras et arrange de la musique pour l'International Music Company à New York. Elle a également écrit des chroniques, des critiques et des biographies pour les magazines American Record Guide et Maud Powell Signature.
Elle a rendu ses œuvres disponibles dans le domaine public pour aider d'autres musiciens.

## Récompenses
Fine a reçu des prix de l'American Society of Composers, Authors and Publishers (ASCAP) chaque année de 2003 à 2008. En 2014, Fine a reçu un prix Jefferson en reconnaissance de son service à la communauté.